# 愛沙尼亞蘇維埃社會主義共和國國旗
愛沙尼亞蘇維埃社會主義共和國國旗（俄语：Флаг Эстонской ССР）是蘇聯加盟共和國愛沙尼亞蘇維埃社會主義共和國使用的國旗。最後一個版本啟用於1953年2月6日。
最初的國旗左上角為鐮刀和錘子，上方以無襯線體書有ENSV （共和國的愛沙尼亞語縮寫）。第二個版本仿照蘇聯國旗，但在下方加上象徵波羅的海的藍白波紋，佔旗高三分之一。與拉脫維亞國旗不同，波紋圖案較尖，而且圖案以下尚有六分之一的紅色旗底。
- 愛沙尼亞蘇維埃社會主義共和國 (1940–1953)
- 愛沙尼亞蘇維埃社會主義共和國 (1953–1990)
- 愛沙尼亞共和國 (1990–1991)